# Proctolabus brachypterus
Proctolabus brachypterus är en insektsart som beskrevs av Bruner, L. 1908. Proctolabus brachypterus ingår i släktet Proctolabus och familjen gräshoppor. Inga underarter finns listade i Catalogue of Life.